# Вилье-сюр-Марн
Вилье-cюр-Марн (фр. Villiers-sur-Marne, МФА: [vilje syʁ maʁn]о файле) — коммуна во Франции, расположенная в регионе Иль-де-Франс, в департаменте Валь-де-Марн.
Коммуна граничит с коммунами Нуази-ле-Гран на северо-востоке, Ле-Плеси-Тревиз на юго-востоке, Шампиньи-сюр-Марн на юго-западе и с Бри-сюр-Марн северо-западе.

## География
Вилье-cюр-Марн расположен примерно в пятнадцати километрах восточнее Парижа и восьми километрах северо-восточнее Кретея.

### Климат
В 2020 году Météo-France определила климат Вилье-cюр-Марн как океанический, с низким уровнем осадков весной (120—150 мм) и холодной зимой (3,5 °C).
Среднегодовая температура в коммуне Вилье-cюр-Марн за период 1991—2020 годов составила 12,3 °C. В январе средняя температура составляла 4,9 °C, а в июле — 15,1 °C.

## История
Во время Франко-прусской войны 1870 года с 30 ноября по 3 декабря 1870 года на территории коммуны произошла Битва при Вилье. Битва развернулась вокруг замка, занятого немцами. В ходе битвы, происходившей при температуре около −10 °C, погибло около 8 500 человек с обеих сторон, включая 1 500 пленных французов.
До закона от 10 июля 1964 года коммуна входила в состав департамента Сен-е-Уаз. В результате реорганизации бывших департаментов Сен-е-Уаз коммуна с 1 января 1968 года вошла в состав департамента Валь-де-Марн.

## Население
| 1911  | 1921  | 1926  | 1931  | 1936  | 1946  | 1954  | 1962   | 1968   | 1975   | 1982   | 1990   | 1999   | 2007   | 2012   | 2017   | 2021   |
| ----- | ----- | ----- | ----- | ----- | ----- | ----- | ------ | ------ | ------ | ------ | ------ | ------ | ------ | ------ | ------ | ------ |
| ▲3011 | ▲3827 | ▲5613 | ▲6145 | ▲7020 | ▲7172 | ▲9205 | ▲13068 | ▲15789 | ▲22293 | ▼22022 | ▲22740 | ▲26632 | ▲28158 | ▲27737 | ▲28456 | ▲30669 |

## Города-побратимы
- Энтронкаменту, Португалия
- Фридберг, Германия

### Лишённые статуса
- Бишопс-Стортфорд, Англия, Великобритания (1965—2011) — город контроверсиально прервал связи с Вилье-cюр-Марн, а также с Фридбергом.[13][14]

## Известные люди
В городе родились:
- Габриэль Нейгре (28 июля 1774 — 8 августа 1847) — генерал-барон
- Октав Лапиз (24 октября 1887 — 14 июля 1917) — велогонщик и военный лётчик, победитель Тур де Франс 1910
- Джордж ван Парис (7 июня 1902 — 28 января 1912) — пианист и кинокомпозитор, сочинивший музыку для более чем 200 фильмов
- Клод Перроден (4 апреля 1948 — 20 января 2001) — композитор, гитарист и дирижёр
- Филипп Мейер (род. 5 января 1950) — легкоатлет, побивший в 1972 году рекорд Франции на дистанции 800 метров.